# Striezel

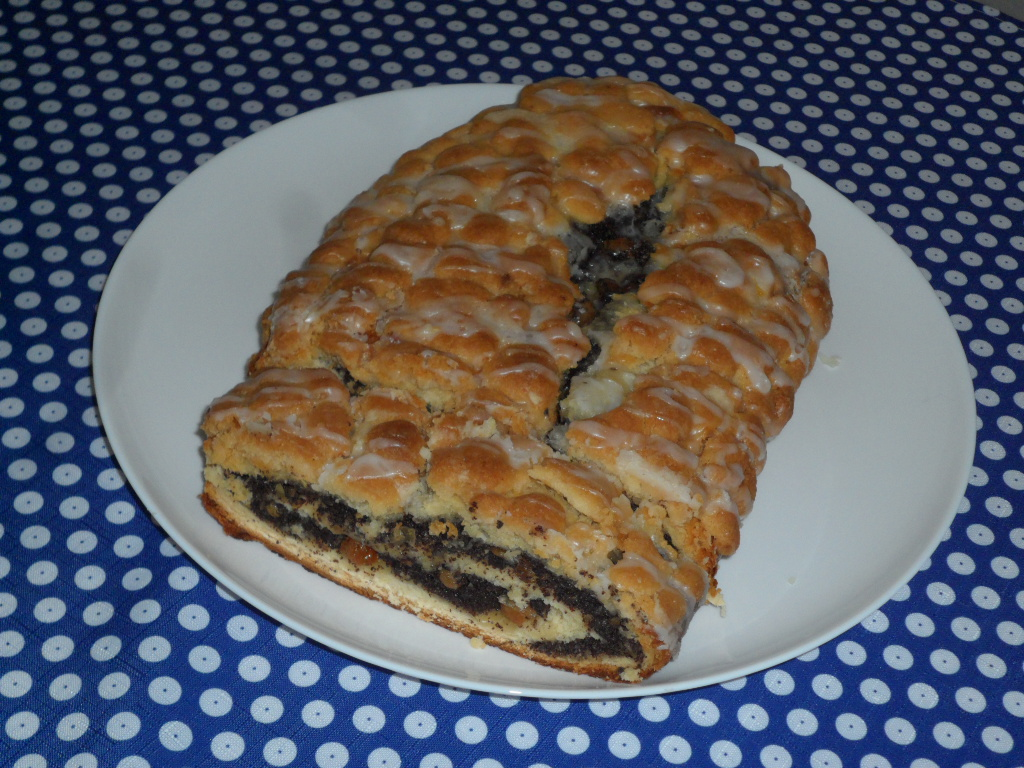
Schlesischer Mohnstriezel

Als Striezel (der, auch Strietzel, Zopf) bezeichnet man in der deutschen und österreichischen Küche ein Gebäck aus Germteig (Hefeteig) ähnlich dem französischen Brioche. Im ost- und mitteldeutschen Raum bezeichnet man damit längliche Backwaren aus Hefeteig. Er steht als Synonym für Stollen, doch werden auch Kuchen wie Mohnstriezel so genannt. In Bayern und Österreich wird hingegen unter Striezel ein Hefezopf verstanden, während gefüllte Hefeteigrollen als Strudel bezeichnet werden.

## Varianten
- Allerheiligenstriezel
- Schlesischer Mohnstriezel